# Arbício (conde)
Arbício (em latim: Arbitio) foi um oficial romano do século IV, ativo durante o reinado do usurpador Eugênio (r. 392–394). Aparece em 394, quando serviu como conde de Eugênio. Na ocasião, conseguiu emboscar o exército do imperador Teodósio I (r. 378–395) quando fazia campanha contra seu mestre, mas decidiu desertar para Teodósio. Não é mais citado depois disso.